# Jassidophaga villosa
Jassidophaga villosa är en tvåvingeart som först beskrevs av Roser 1840.  Jassidophaga villosa ingår i släktet Jassidophaga och familjen ögonflugor. Arten är reproducerande i Sverige. Inga underarter finns listade i Catalogue of Life.